# Litha
Litha, més conegut com a Solstici d'Estiu. Al hemisferi nord, Litha, també anomenat Nit de Sant Joan, se celebra la nit del 23 de juny; a l'hemisferi sud, Litha, se celebra el 23 de desembre.

## Relació amb el cristianisme
Les tradicions i celebracions que coincideixen amb aquestes dates són originalment precristianes i han pretès ser cristianitzades, com la celebració de la nativitat de Sant Joan Baptista o la Santjoanada. Tenen molta importancia a Letònia, Lituània, Noruega, Dinamarca, Suècia, Finlàndia i Estònia, encara que també es poden trobar àmplies influències d'aquesta celebració a Irlanda, algunes zones de la Bretanya (especialment a Cornualla), França, Itàlia, Portugal, Malta, Espanya i algunes zones de fora d'Europa, com Canadà, Estats Units, Argentina, Brasil i Paraguai, on aquesta celebració importada ha estat anomenada més apropiadament Solstici d'Hivern.
Dins de la comunitat pagana podem trobar el nom de "Litha" que prové dels textos del frare Bede titulat De temporum ratione en el qual ell mateix va encunyar els noms anglosaxons pels mesos que aproximadament es corresponien amb els mesos de juny i juliol com "se Aerra Litha" i "se Aefterra Litha" ("anterior mes Litha" i "posterior mes Litha") amb un mes intercalat en els anys de traspàs.

## Sobre la data escollida
Les celebracions de l'esmentat solstici se centren concretament en el 21 de juny, esdevenint el dia més llarg de l'any (a l'hemisferi nord). La diferència entre el Calendari Julià i l'any tropical traslladàven tres dies més endavant el dia associat amb l'actual solstici astronòmic cada quatre segles, fins que el Papa Gregori XIII va canviar el calendari, instal·lant el solstici al voltant del 21 de juny. Al Calendari Gregorià, el solstici es traslladaria a poc a poc a raó d'un dia cada 3000 anys.

## Història
La celebració del solstici d'estiu prové de temps anteriors al cristianisme. En aquell temps la gent creia que les plantes que florien o germinaven en aquest solstici posseïen més poders curatius del normal, raó per la qual acostumaven recol·lectar-les en aquella nit. S'encenien fogueres per a protegir-se dels esperits malignes, els quals suposadament vagaven lliurement quan el sol es ponia pel sud. Als anys posteriors les bruixes van emprar aquell dia per remarcar una data que suposadament tenia una gran càrrega màgica.
A Suècia l'esmentada celebració es duia a terme amb sacrificis rituals en honor de la fertilitat.
Segons diversos antropòlegs, el solstici s'ha mantingut com un moment especial dins del cicle anual des del Neolític. A Suècia, Finlàndia i Estònia es considera una de les grans celebracions de l'any, comparable només amb la Nit de Walpurgis, la nit de Nadal o la d'Any Nou.

## Celebracions dins del neopaganisme
Dins de les diferents formes del neopaganisme poden ser molt diverses i tenir diversos orígens, malgrat que comparteixen una mateixa definició. Moltes tradicions neopaganes ho celebren apropant-se a la manera en que ells creuen que els antics pagans germànics la celebràven, mentres que d'altres celebracions prefereixen celebrar l'anomenat solstici amb rites seleccionats de diverses fonts, sent la cultura germànica una de les més emprades. Al Neodruidisme, el terme "Alban Heruin" s'utilitza com a sinònim del solstici d'estiu. L'esmentat nom fou inventat a finals del segle xviii per l'autor romàntic d'origen gal·lés Iolo Morganwg.

### Neopaganisme germànic
El solstici d'estiu o Litha figura al reconstruït calendari germànic, emprat per alguns grups neopagans germànics o certs grups pagans, els quals posen èmfasi a la reconstrucció del paganisme germano-anglosaxó.

### Wicca
Litha és una de les vuit festivitats Sabbat celebrades pels wiccans, des que tradicions procedents de New Forest (les quals fan referència a la British Tradicional Wicca) van començar a utilitzar aquest nom tradicional. La festivitat es considera com el punt crucial on l'estiu arriba al seu punt més àlgid i el sol brilla amb més intensitat i amb una duració llarga en comparació amb la resta de dies. Litha és precedit pel Sabbat conegut com a Beltane, i després pel Lughnasadh o Lammas.